# پینک‌پانترس
ویکتوریا بورلی واکر (به انگلیسی: Victoria Beverley Walker؛ زادهٔ ۱۸ آوریل ۲۰۰۱) که به‌طور حرفه‌ای با نام پینک‌پانترس (به انگلیسی: PinkPantheress) شناخته می‌شود، خواننده-ترانه‌پرداز و تهیه‌کنندهٔ موسیقی انگلیسی است. موسیقی او به خاطر نمونه‌برداری‌های متنوع و اشعار خاطره‌گونه‌اش شناخته می‌شود. 
پینک‌پنترس که در بث، سامرست به دنیا آمده و در کنت بزرگ شده، فعالیت موسیقایی خود را در سال ۲۰۲۱ زمانی آغاز کرد که در دانشگاهی در لندن تحصیل می‌کرد. او در آن دوران با استفاده از نرم‌افزار گاراژبند ترانه‌هایی را تهیه می‌کرد و آن‌ها را در ساندکلود و تیک‌تاک منتشر می‌کرد. تعدادی از این آثار، از جمله «خرابش کردی»، در تیک‌تاک محبوب شدند و پس از آن، او با کمپانی‌های پارلفون و الکترا رکوردز قرارداد امضا کرد و در همان سال اولین میکس‌تیپ خود را تحت عنوان به درک منتشر نمود. پس از موفقیت تک‌آهنگ‌های «فقط برای من» و «درد» که هر دو به جمع چهل آهنگ برتر جدول تک‌آهنگ‌های بریتانیا راه یافتند، او برنده نظرسنجی ساند او ۲۰۲۲ بی‌بی‌سی شد. تک‌آهنگ «پسره دروغگوئه» او نیز که در سال ۲۰۲۲ منتشر شد، به رتبه دوم جدول بریتانیا رسید. 

## اوایل زندگی
ویکتوریا بورلی واکر در ۱۸ آوریل سال ۲۰۰۱ در باث، سامرست، انگلیس چشم بر جهان گشود. مادر او اهل کیسومو در کنیاست و از قوم لوئو بوده و یک مددکار می‌باشد. پدرش نیز انگلیسی است و استاد آمار می‌باشد. وی دارای یک برادر بزرگتر نیز می‌باشد که به عنوان یک مهندس صدا کار می‌کند. او با سوزان لالیک، شطرنج‌باز انگلیسی، نسبت خانوادگی دارد و خود گفته است: «تمام اعضای خانواده‌ام شطرنج‌باز هستند.» زمانی که وی تنها پنج سال سن داشت خانواده‌اش از باث به کنتربری، کنت، نقل مکان کردند و او در همان‌جا بزرگ شد. وقتی او ۱۲ سال داشت پدرش برای تدریس در دانشگاهی در آستین، تگزاس به ایالات متحده نقل مکان کرد این در حالی بود که وی و مادرش در انگلیس ماندند.
واکر در دوران کودکی کلاس پیانو می‌رفت و در سن ۱۲ سالگی «کنار من باش» اثر بن ئی. کینگ را در یک نمایش استعداد‌یابی مدرسه سرود. او در ۱۴ سالگی خوانندهٔ اصلی یک گروه راک شد که ترانه‌هایی از گروه‌هایی نظیر مای کمیکال رومنس، پرامور و گرین دی را بازخوانی و کاور می‌کردند. او نخستین بار همراهٔ این گروه در جشن مدرسه‌ای اجرا داشت.
وی تا سال ۲۰۲۲ در دانشگاه هنرهای لندن در رشته سینما تحصیل می‌کرد و پس از آن ترک تحصیل کرد.

## زندگی شخصی
واکر اظهار داشته از سنین پایین با خودزشت‌انگاری دست و پنجه نرم می‌کرده. وی از کاهش تدریجی شنوایی رنج می‌برد؛ این وضعیت در ابتدا با وزوز گوش آغاز شد و ناشی از قرار گرفتن در معرض صدای بلند موسیقی و فیدبک میکروفون بود. او در سال ۲۰۲۲ اعلام کرد که ۸۰ درصد شنوایی گوش راستش را از دست داده و اکنون صداها برایش «بیشتر مانند بیس» به گوش می‌رسند. دیدگاه‌های او درباره موسیقی، از جمله نظراتش درباره مدت زمان ترانه‌ها و این‌که گفته است آلبوم‌ها را به‌طور کامل گوش نمی‌دهد، با واکنش‌ها و بحث‌هایی در شبکه‌های اجتماعی همراه بوده و گاهی مورد انتقاد قرار گرفته است.

## ترانه‌شناسی
آلبوم‌های استودیویی
- خدا میدونه (۲۰۲۳)

آلبوم‌های چندآهنگه
- منو ببر خونه (۲۰۲۲)

میکس‌تیپ‌ها
- به درک (۲۰۲۱)
- چقدر غیرمنتظره (۲۰۲۵)